# 시귀 (점복)
시귀(蓍龜)는 톱풀과 거북 등딱지를 가리키며, 옛날 그들이 점복을 위하여 쓰였다.
- 《역경(易經)》〈계사전·상(繫辭傳·上)〉: “探賾索隱 鉤深致遠 以定天下之吉凶 成天下之亹亹者 莫大乎蓍龜.”[원문 1]

"뒤섞이는 변화를 찾으며 은연안 현리를 뽑아내, 깊숙한 이법을 빼며 먼 데까지도 맞춰서, 천하 모든 사물의 길흉을 정하고 천하 크게 면려해야 되는 작업을 이루게 할 것으로는, 시귀(蓍龜)에 의한 점복만큼 위대한 것이 없는 것이다."
- 《사기(史記)》〈귀책 열전(龜策列傳)〉: “王者決定諸疑 參以卜筮 斷以蓍龜.”[원문 2]

"왕자가 여러 가지 의문에 결정을 해야 할 경우에는 복서(卜筮)를 참고하며 시귀(蓍龜)로써 단정했다."

## 같이 보기
- 점대(占대) 또는 서죽(筮竹)
  - 톱풀 / 서양톱풀
  - 일본비수리 (Lespedeza juncea (L.fil.) Pers. var. subsessilis Miq.) - 비수리의 일종이며, 옛날 일본에서는 이것도 점대로 쓰였었다. 일본어 이름은 '메도하기(メドハギ (目処萩))'이다.
- 귀복(龜卜)
  - 후토마니(太占) - 일본에 있어서 사슴 어깨뼈를 씀으로 하는 점복의 일종이다.

### 원주
1. ↑  복서(卜筮)와 같다. '시(蓍)'는 점대다. ―또는 '책(策)'.

#### 원문
1. ↑  《역(易)》〈계사전·상(繫辭傳·上)〉 제11장.
2. ↑  《사기(史記)》〈귀책 열전(龜策列傳)〉.